# Bandiera di Guernsey

vecchia bandiera di Guernsey, utilizzata dal 1935 al 1985

La bandiera di Guernsey è la bandiera adottata ufficialmente il 30 aprile 1985 da Guernsey. Consiste in una croce rossa in campo bianco, caricata da una croce scorciata d'oro, patente nelle estremità.
Fino al 1985 la bandiera consisteva solo in una croce rossa in campo bianco, molto simile alla croce di San Giorgio dell'Inghilterra. Per evitare confusioni negli incontri ufficiali, si decise di sovrapporre alla croce rossa una croce scorciata dorata.
La croce dorata è un riferimento a Guglielmo il Conquistatore che, secondo la tradizione, avrebbe ricevuto tale insegna da papa Alessandro II e l'avrebbe innalzata durante la battaglia di Hastings.